# Physalis heterophylla
Espèce
Classification APG III (2009)
Physalis heterophylla, le coqueret hétérophylle ou cerise de terre sauvage, est une plante vivace appartenant au genre Physalis et à la famille des Solanaceae. La plante est surtout connue pour son fruit, baie comestible de couleur orangée enfermée dans un calice jaune verdâtre semblable à une lanterne.

## Caractéristiques

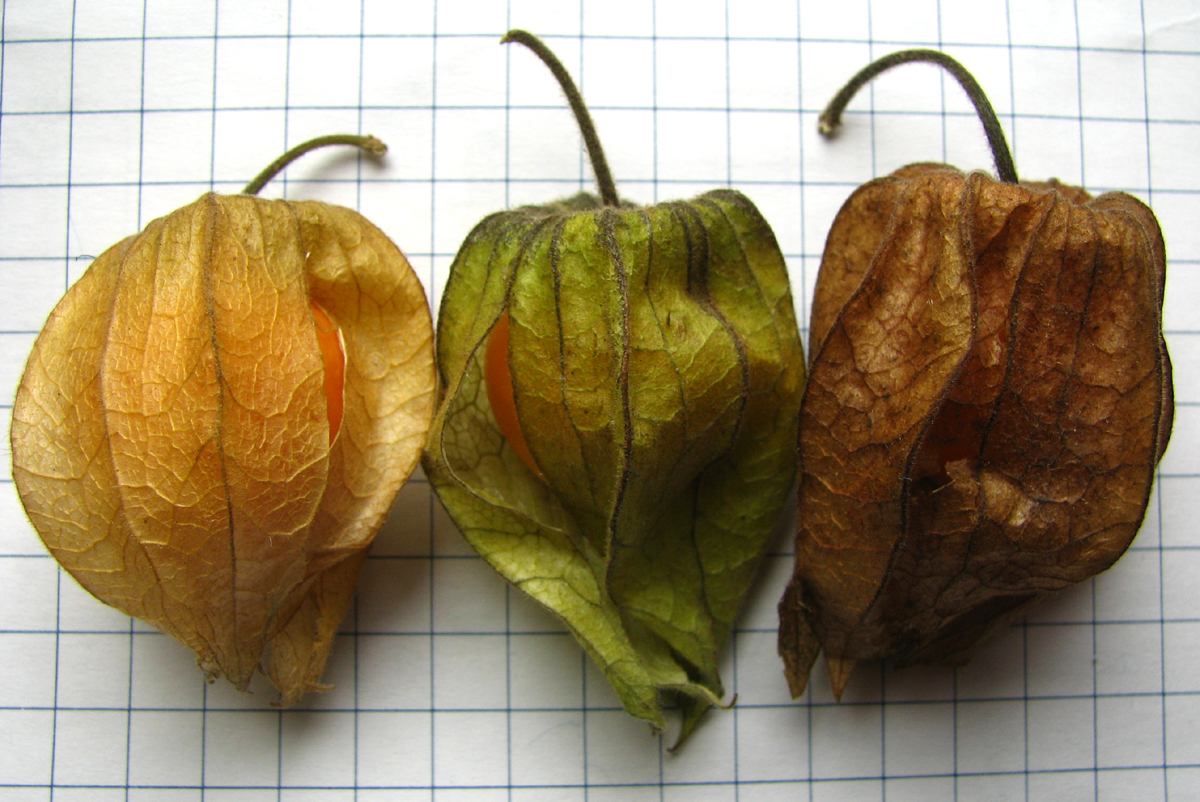
Cerises de terre dans leurs calices.

## Usage alimentaire

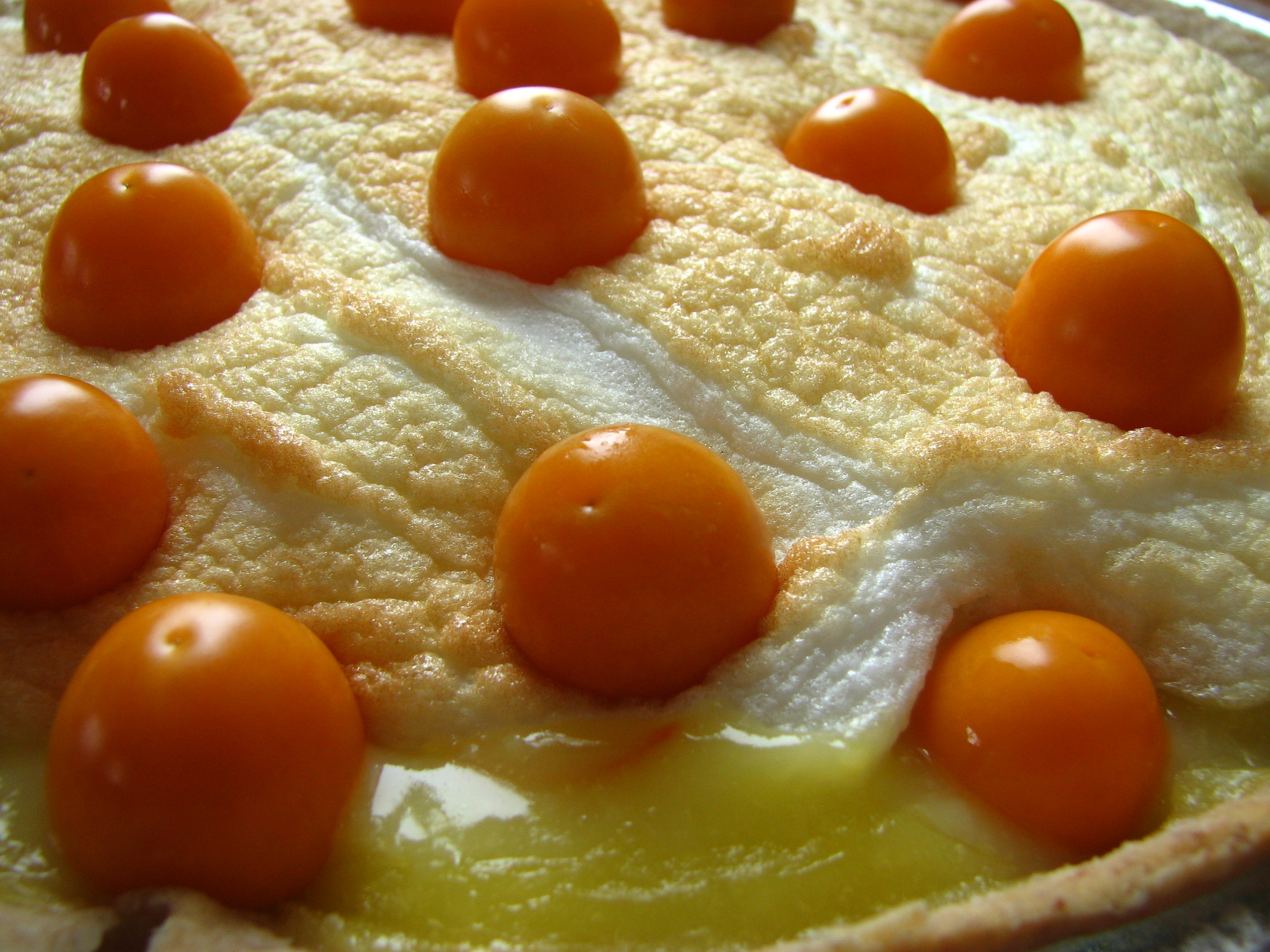
Tarte au citron décorée de cerises de terre.